# Armstrong (Giuni Russo)
Armstrong è un disco postumo di inediti della cantautrice Giuni Russo, pubblicato l'8 settembre 2017 in versione doppio CD, vinile e digital download dall'etichetta discografica Edel e prodotto da Maria Antonietta Sisini.

## Descrizione
Armstrong prende il titolo dall’omonimo brano che l'artista compose in onore del jazzista americano Louis Armstrong. La cantante e il trombettista si erano conosciuti durante il festival di Sanremo 1968, in occasione della prima partecipazione di una giovanissima Giuni Russo con il brano No amore. In quell'occasione, Armstrong le regalò il bocchino della sua tromba, che la cantante conservò gelosamente per tutta la vita. 
Nel primo CD sono contenuti otto brani inediti, di cui sette registrati nel 1980 e uno, Never lets me go, probabilmente registrato nei primi anni settanta e rimasto fuori dal primo disco (Love Is a Woman del 1975, interamente in lingua inglese) e mai incisi su disco. Tutti i brani sono stati composti dalla stessa Giuni Russo per quanto riguarda il testo e per la melodia da Maria Antonietta Sisini. 
Nel restante secondo CD sono invece contenute le registrazioni originali e amatoriali dei brani, prive di alcun arrangiamento.
L'album è stato anticipato dal singolo Non voglio andare via, pubblicato il 29 agosto 2017, in rotazione radiofonica, e del quale è stato realizzato un videoclip diretto e con la regia di Carlo Fenizi, prodotto da Maria Antonietta Sisini e con la partecipazione straordinaria dell'attrice Maria Grazia Cucinotta.
La produttrice Sisini racconta che Giuni Russo era un’ammiratrice della Cucinotta, di cui diceva: “Questa è un'altra siciliana che si è fatta da sola, senza l'aiuto di nessuno, mi piace”. E l’attrice, dal canto suo, ha raccolto con onore l’invito a prendere parte al video, ritenendo le canzoni di Giuni Russo delle vere e proprie opere d’arte.
Maria Antonietta Sisini racconta, in una lunga intervista al Corriere della Sera, i motivi per cui ha atteso così tanto per rendere pubbliche queste canzoni, che erano state registrate come provini: “Alcuni anni fa sono venuta a sapere che giravano nei mercati illegali, così ho pensato di recuperarli e di farli rivivere, per strapparli a quel sottobosco”. Le otto canzoni sono permeate di vita vissuta, con la frustrazione e la rabbia che Giuni Russo provava nei confronti del mercato discografico, che non la apprezzava mai fino in fondo e che non accettava la libertà artistica della cantautrice palermitana. I nastri originali sono stati riarrangiati da Stefano Medioli, storico musicista di Giuni, e da Pino “Pinaxa” Pischetola.
La copertina è costituita da un dipinto realizzato da un’amica di Giuni e Maria Antonietta, la quale si firma con lo pseudonimo NelTerzoPiano.

## Tracce

### CD 1
Testi di Giuni Russo, musiche di Maria Antonietta Sisini.
1. Non fare come me – 2:54
2. Quale ti amo – 2:53
3. Se volessi amarti – 4:00
4. Non voglio andare via – 3:12
5. Lacrime e sogni – 3:26
6. Te lo sei chiesto mai – 2:48
7. Armstrong (strumentale) – 1:50
8. Never lets me go – 4:45

### CD 2
Testi di Giuni Russo, musiche di Maria Antonietta Sisini.
1. Non fare come me (demo) – 2:54
2. Quale ti amo (demo) – 2:53
3. Se volessi amarti (demo) – 4:00
4. Non voglio andare via (demo) – 3:12
5. Lacrime e sogni (demo) – 3:26
6. Te lo sei chiesto mai (demo) – 2:48
7. Armstrong (demo) – 1:50

### LP
Testi di Giuni Russo, musiche di Maria Antonietta Sisini.
1. Non fare come me – 2:54
2. Quale ti amo – 2:53
3. Se volessi amarti – 4:00
4. Non voglio andare via – 3:12
5. Lacrime e sogni – 3:26
6. Te lo sei chiesto mai – 2:48
7. Armstrong (strumentale) – 1:50
8. Never lets me go – 4:45

## Formazione
- Giuni Russo – voce
- Maria Antonietta Sisini – chitarra acustica
- Stefano Medioli – pianoforte, tastiera, tamburine, arrangiatore
- Claudio Bonora – batteria
- Stefano Carrara – basso
- Daniele Morelli – chitarra elettrica

## Andamento nella classifica italiana degli album CD
| Settimana | 01 | 02 |
| Posizione | 37 | 77 |

## Andamento nella classifica italiana degli album LP
| Settimana | 01 | 02 |
| Posizione | 04 | -  |